# نبرد جنوب گوانگشی
نبرد گوانگشی جنوبی (انگلیسی: Battle of South Guangxi)یکی از ۲۲ درگیری اصلی بین ارتش انقلابی ملی (NRA) و نیروی زمینی امپراتوری ژاپن (IJA) در طول جنگ دوم چین و ژاپن بود.